# كشر (حجة)

تعديل مصدري - تعديل

كشر هي مدينة ومركز مديرية كشر بمحافظة حجة اليمنية، بلغ تعداد سكانها 3240 نسمة حسب الإحصاء الذي أجري عام 2004.